# Michael Kaltofen
Michael Kaltofen (* 19. März 1942; † Mai 2015) war ein deutscher Radrennfahrer.

## Sportliche Laufbahn
Kaltofens Spezialdisziplin war das Querfeldeinrennen. Bis 1960 war er als Fußballer aktiv. Dann nahm er am Finale der Bestenermittlung der jugendlichen Tourenfahrer teil und gewann das Rennen. Sein Siegerpreis war ein Rennrad. Er trat zunächst für die Sportgemeinschaft Dynamo Döbeln an, wechselte 1966 zur SG Dynamo Dresden-Nord. Anfangs bestritt er Straßenrennen, 1966 entdeckte er seine Vorliebe für das Querfeldeinrennen.
In dieser Disziplin wurde er dreimal DDR-Meister – 1969, 1971 und 1975. Seinen letzten Titel gewann er nach einer fast vierjährigen Wettkampfpause, während der er sich mit Fahrten zur Arbeitsstätte fit hielt. In den Jahren 1968 und 1970 wurde er Zweiter der nationalen Titelkämpfe, 1976 noch einmal Dritter.
International war er der einzige DDR-Fahrer, der in einem Wettkampf westeuropäische Spitzenfahrer schlagen konnte. Dies gelang ihm am 4. Februar 1968 bei der Internationalen Meisterschaft der CSSR im Querfeldeinrennen. Bei den UCI-Weltmeisterschaften im Querfeldeinrennen 1967 war er mit Platz 27 bester DDR-Fahrer. Danach entsandte der DDR-Verband keine Sportler mehr zu diesen Titelkämpfen.

## Berufliches
1961 schloss Kaltofen eine Ausbildung zum Stahlbauschlosser ab, studierte später und erwarb im September 1966 einen Abschluss als Ingenieur für Projektierung.